# Liriomyza seneciella
Liriomyza seneciella är en tvåvingeart som beskrevs av Spencer 1963. Liriomyza seneciella ingår i släktet Liriomyza och familjen minerarflugor. Inga underarter finns listade i Catalogue of Life.